# دیوید ادواردز (بازیکن فوتبال، زاده ۱۹۷۴)
دیوید ادواردز (انگلیسی: David Edwards؛ زادهٔ ۱۳ ژانویهٔ ۱۹۷۴) بازیکن فوتبال است.
از باشگاه‌هایی که در آن بازی کرده‌است می‌توان به باشگاه فوتبال والسال اشاره کرد.